# فرانسوا بنوا
فرانسوا بنوا (به فرانسوی: François Benoist) تولد ۱۰ سپتامبر ۱۷۹۴ در نانت و مرگ ۶ مه ۱۸۷۸ در پاریس، نوازندهٔ حرفه ای ارگ و آهنگساز فرانسوی است. او در کنسرواتوار پاریس تحصیل کرد و در سال ۱۸۱۵ جایزه بزرگ رم را برای کانتاتای اونون (به فرانسوی: Œnone) بدست آورد. شاگردان او عبارت بودند از: سزار فرانک، کامی سن-سانس، ژرژ بیزه، شارل لوکوک، لوئی لوفه‌بورد-ولی، لئو دلیب و آدلف آدام.